# Kvarteret Narcissus

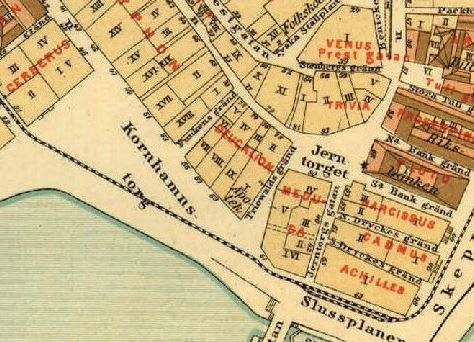
Kvarteren Achilles, Cadmus och Narcissus, A.R. Lundgrens karta från 1885.

Kvarteret Narcissus är ett kvarter i södra delen av Gamla stan i Stockholm. Kvarteret omges av Södra Bankogränd i norr, Skeppsbron i öster, Norra Dryckesgränd i söder och Järntorgsgatan i väster. Kvarteret består idag av två fastigheter: Narcissus 1 och 4. 

## Namnet
Nästan samtliga kvartersnamn i Gamla stan tillkom under 1600-talets senare del och är uppkallade efter begrepp (främst gudar) ur den grekiska och romerska mytologin. Narcissus är det latiniserade namnet för Narcissos som i den grekiska mytologin var en vacker yngling. Han blev dömd att förälska sig i sin egen spegelbild efter att inte ha besvarat den unga flickan Echos kärlek.

## Kvarteret

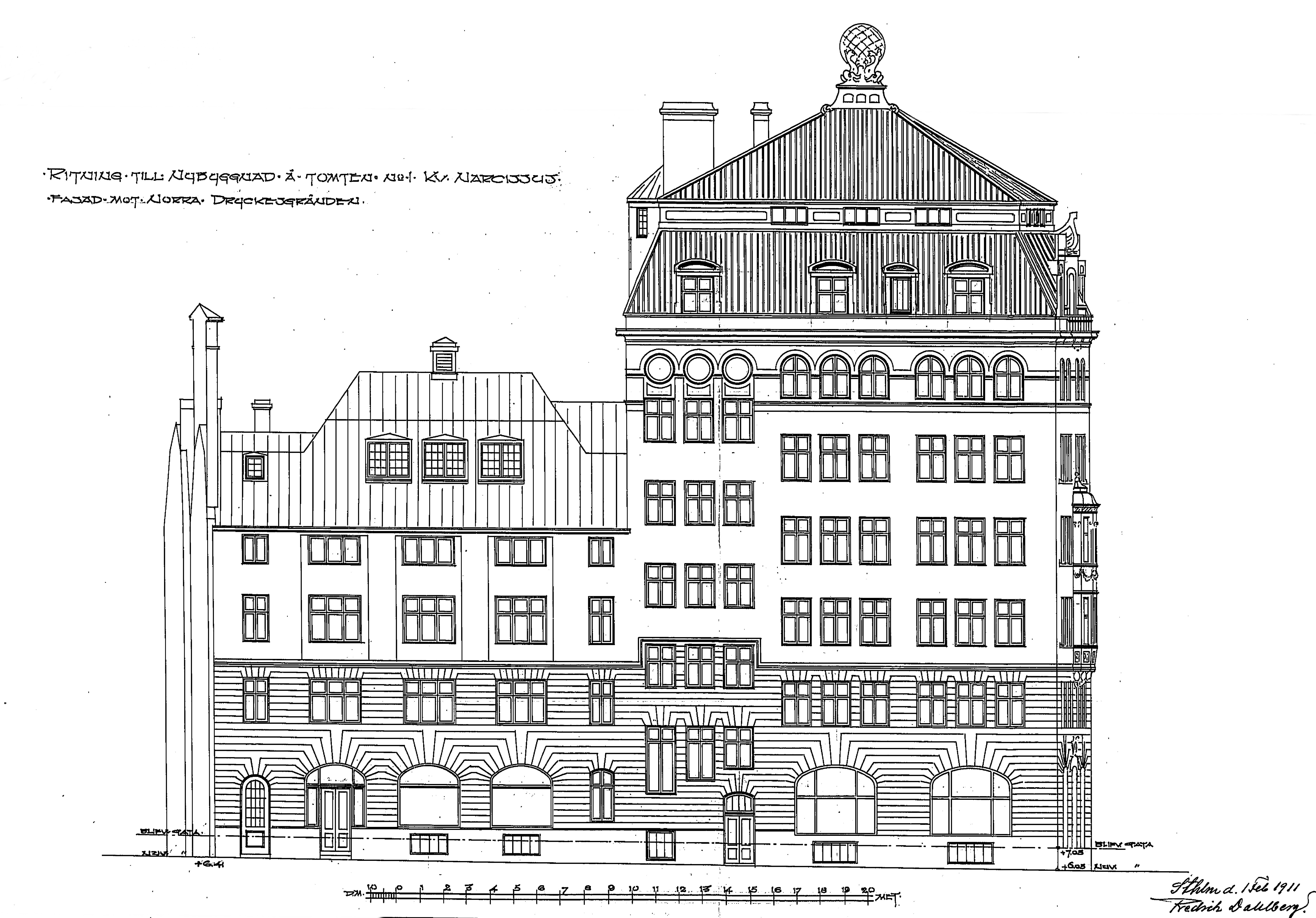
Narcissus 1 mot Norra Dryckesgränd, ritning av arkitekt Fredrik Dahlberg, 1907.

Kvarteret Narcissus är det norra av tre långsmala kvarter som ligger längst i söder i Gamla stan. Söder om Narcissus återfinns kvarteren Cadmus och Achilles. Narcissus bestod ursprungligen av tre fastigheter, där 2 och 3 slogs ihop till 4.
I Narcissus 1 (Skeppsbron 44) uppfördes 1622 en fyravåningsbyggnad för brukspatron Antoni Boijs. Redan på 1840-talet etablerade sig restaurangen Zum Franziskaner i husets bottenvåning.  Stället skyltade ”Bierhalle” och man serverade ”äkta tyskt Bier från München”. Åren 1909–1910 ersattes denna byggnad av att nytt affärshus i sex våningar plus vindsvåning med kontorslokaler för rederier och skeppsklarerare. Beställare var direktör Carl Smith och arkitekt var Fredrik Dahlberg. I bottenvåningen flyttade Zum Franziskaner in igen. Ovanför entrén finns en maskaron, Hanrejen på Skeppsbron 44, och där under något som ser ut som ett kvinnosköte.
Huset i kvarterets nordvästra hörn, nuvarande Narcissus 4 (tidigare 3), finns avbildat på Jean Le Pautres kopparstick efter en teckning av Erik Dahlbergh från Karl X Gustavs begravningståg i Stockholm 1660. Byggnaden återges där i något idealiserad form, men den två fönsteraxlar breda mittrisaliten mot Järntorget känns igen. 
Från 1600-talets mitt till 1700-talets mitt fanns här apoteket Engelen som drevs av Christopher Molitor den äldste och dennes släkt i över 100 år. År 1832 öppnade ryttmästare Leonard Groll sin första arbetarbod, kallad ”L.Grolls Lärftshandel” i husets bottenvåning. Yrkesbutiken Grolls arbetskläder fanns kvar på denna adress till långt in på 1980-talet då lokalen byggdes om för restaurangverksamhet.

## Bilder

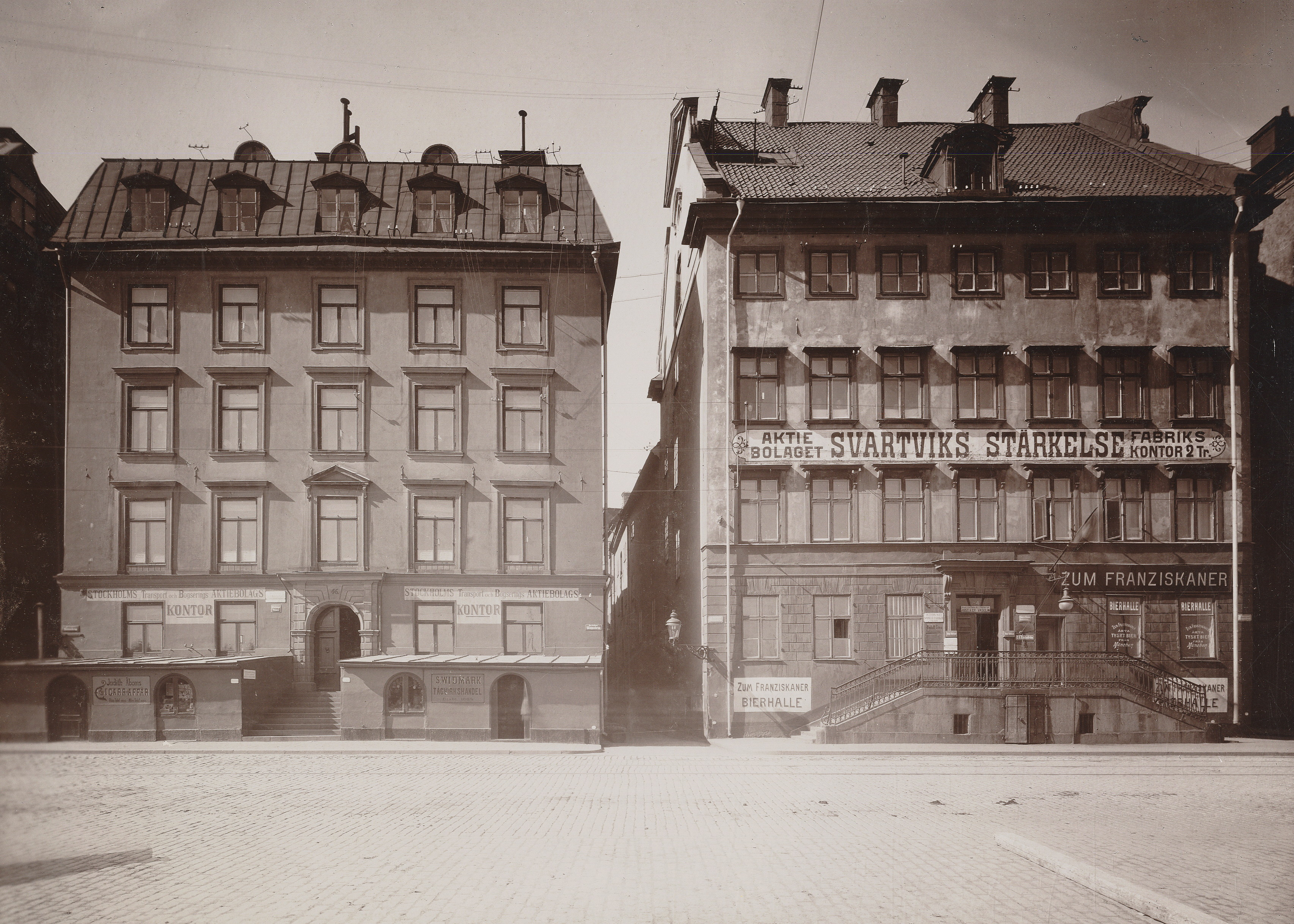
Cadmus 1 (Skeppsbron 46) och gamla Narcissus 1 (t.h.), 1907.
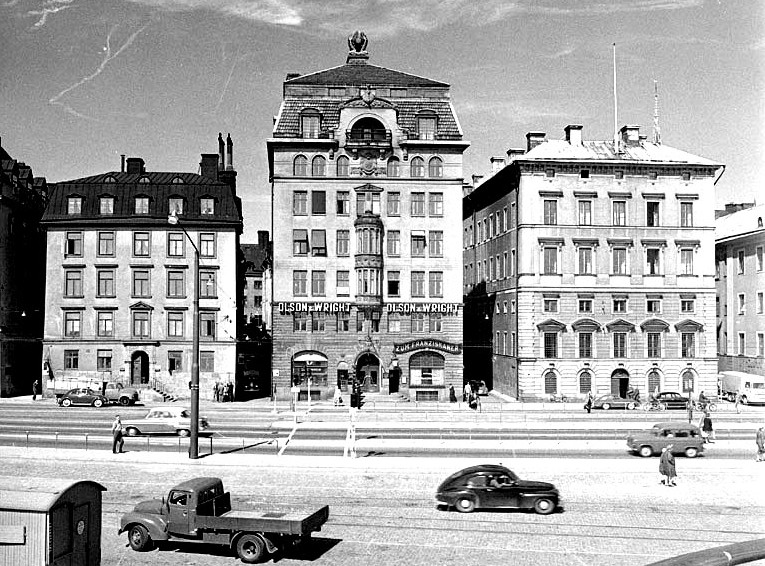
Narcissus 1 (Skeppsbron 44) i mitten, 1959.
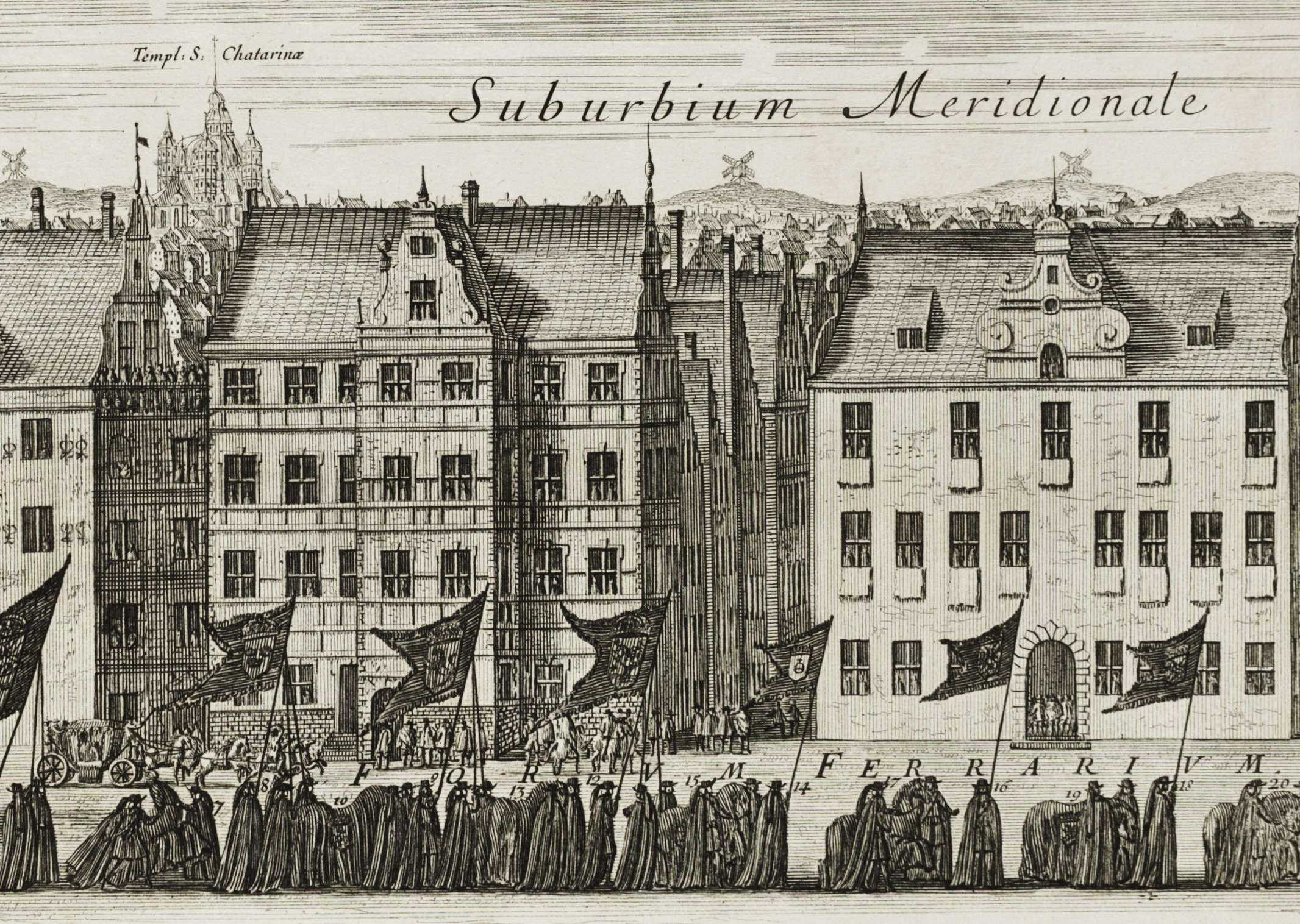
Narcissus 3 (till vänster) och Medusa 4, 1660.
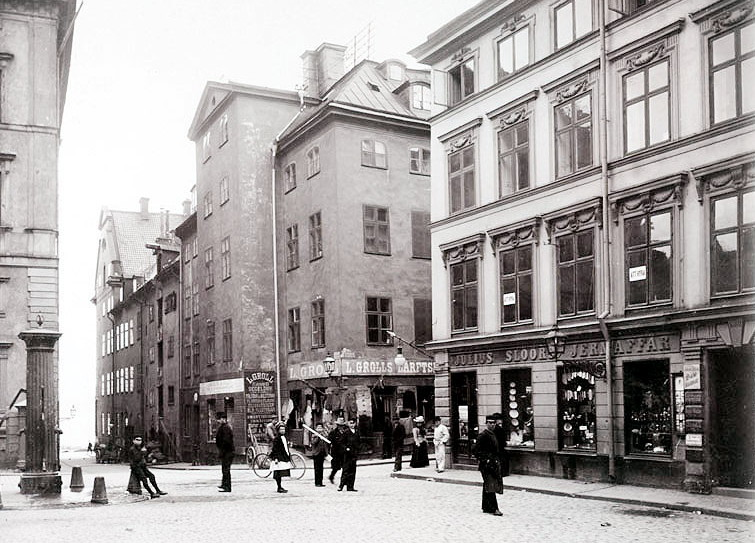
Narcissus 3 med L. Grolls Lärftshandel, 1902.
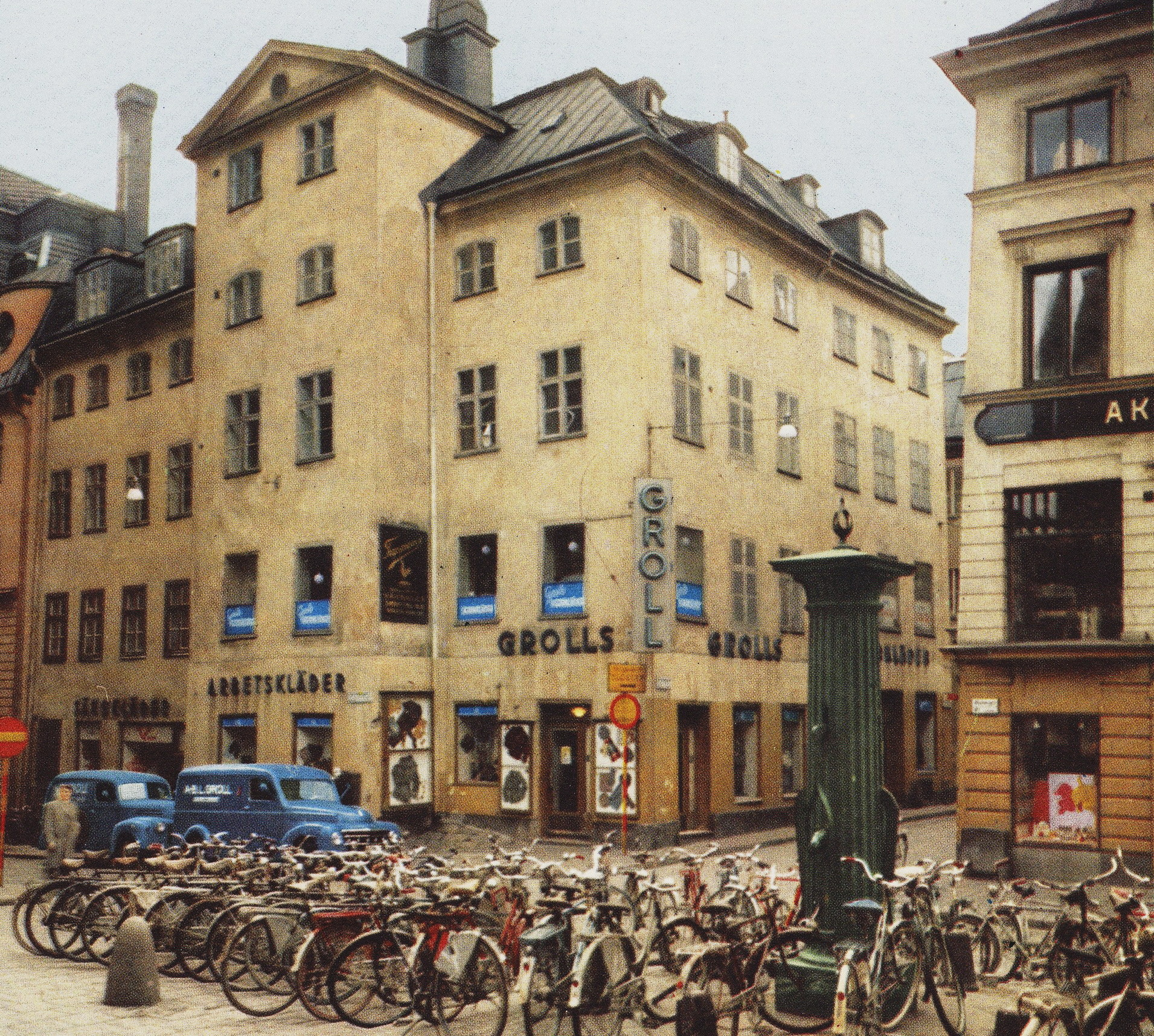
Narcissus 4 (f.d. 3) med Grolls arbetskläder, 1952.